# 布雷戈沃

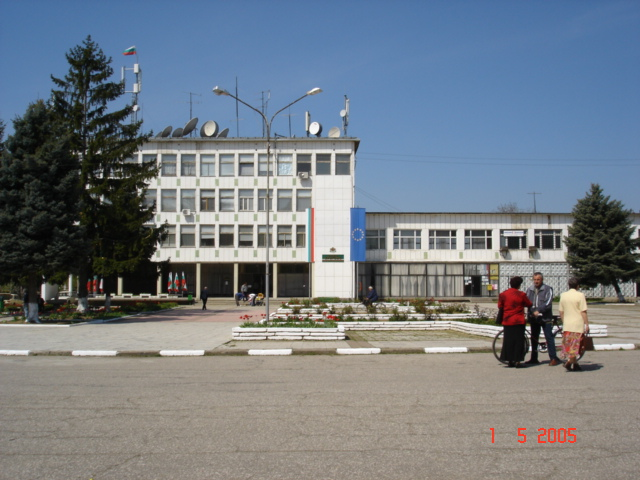

布雷戈沃是保加利亞的城鎮，位於該國西北部，距離首府維丁29公里，由維丁州負責管轄，海拔高度56米，受大陸性氣候影響，2009年人口2,592，居民主要信奉東正教。

## 外部連結
- Bregovo Municipality at the Vidin Province website[永久]